# Wspólnota administracyjna Reichertshofen
Wspólnota administracyjna Reichertshofen – wspólnota administracyjna (niem. Verwaltungsgemeinschaft) w Niemczech, w kraju związkowym Bawaria, w rejencji Górna Bawaria, w regionie Ingolstadt, w powiecie Pfaffenhofen an der Ilm. Siedziba wspólnoty znajduje się w miejscowości Reichertshofen.
Wspólnota administracyjna zrzesza jedną gminę targową (Markt) oraz jedną gminę wiejską (Gemeinde): 
- Pörnbach, 2 085 mieszkańców, 22,63 km²
- Reichertshofen, gmina targowa, 7 567 mieszkańców, 36,89 km²